# 国井益雄
国井 益雄（國井 益雄、くにい ますお、1949年〈昭和24年〉5月25日 - ）は、日本の政治家。山口県下松市長（3期）。元山口県議会議員（3期）。

## 来歴
山口県下松市出身。1968年（昭和43年）3月、山口県立下松高等学校卒業。1973年（昭和48年）3月、青山学院大学経営学部卒業。同年4月、下松市役所に入所。下松市市職労委員長、下松市生活環境部次長。
2007年（平成19年）2月に下松市役所を退職し、同年4月の山口県議会議員選挙で初当選した。以後計3期当選。県議時代は自由民主党に所属した。
2016年（平成28年）4月の下松市長選挙に無投票で初当選した。4月25日、市長に就任。
2020年（令和2年）の同選挙に無投票で再選。2024年（令和6年）の同選挙で井川成正前市長の長女の井川明美を破り3選。